# Keye van der Vuurst de Vries
Keye van der Vuurst de Vries (Rijswijk, Països Baixos, 29 de desembre de 2001) és un jugador de bàsquet neerlandès que des de l'estiu de 2024 pertany a la plantilla del Club Joventut de Badalona de la Lliga Endesa. Amb 1,91 metres d'altura juga en la posició de base. És germà del també jugador de bàsquet, Boyd van der Vuurst.

## Trajectòria
Van der Vuurst va fer el seu debut professional a la temporada 2018-19 amb el BC Oostende de la Pro Basketball League. A la temporada següent es convertiria en jugador de la primera plantilla del club belga, amb el qual va guanyar tres campionats consecutius de la Pro Basketball League. El 27 de maig de 2022 guanya el seu quart campionat belga consecutiu i va ser nomenat MVP de les Finals després d'aconseguir una mitjana de 9 punts i 7,8 assistències en la sèrie contra Kangoeroes Mechelen.
El 26 d'abril de 2022 es va declarar per al draft de la NBA de 2022 però no va ser draftejat.
El 29 de juliol de 2023 signa pel Palència Bàsquet de la Lliga Endesa, i la temporada següent, la 2024-25, fitxa com a jugador del Club Joventut de Badalona fins a 2027, tot i que a començaments del mes de desembre marxa cedit al Hiopos Lleida.

### Selecció nacional
L'any 2018 Van der Vuurst va guanyar la Divisió B del Campionat FIBA Europa sub18 mentre jugava amb la Selecció de bàsquet dels Països Baixos sub18. Va anotar 35 punts en la final enfront d'Eslovènia que acabaria amb victòria per 86–57.
El 16 de novembre de 2018 l'entrenador Toon van Helfteren el va convocar per a formar part de la Selecció de bàsquet dels Països Baixos, i el 29 de novembre va fer el seu debut amb Holanda als 16 anys, convertint-se en el jugador més jove a jugar per a l'equip holandès, superant el rècord establert en 1961 per Ger Kok.